# Nothobranchius kafuensis
Nothobranchius kafuensis är en fiskart som beskrevs av Wildekamp och Rosenstock, 1989. Nothobranchius kafuensis ingår i släktet Nothobranchius och familjen Nothobranchiidae. IUCN kategoriserar arten globalt som livskraftig. Inga underarter finns listade i Catalogue of Life.